# Mydaea japonica
Mydaea japonica este o specie de muște din genul Mydaea, familia Muscidae, descrisă de Shinonaga în anul 2003. Conform Catalogue of Life specia Mydaea japonica nu are subspecii cunoscute.